# 太和寨乡
太和寨乡是中国陕西省榆林市神木县下辖的一个乡。

## 行政区划
太和寨乡下辖以下行政区：
太和寨村、九五会村、墩梁会村、大沟岔村、贺圪坨村、杨家沟村、武家沟村、石窑沟村、王念沟村、胡窑则墕村、石峁村、王家梁村、康家圪崂村、王西沟村、杜桑塔村、下王家坬村、白家沟村、下贺畔村、沙寨则村、贾兴庄村、张家沟村、丁家沟村、薛家西沟村、梁孟贾塔村、杜家圪崂村、张沙洼村、永兴村、华东村